# Hưng Hòa, Vinh
Hưng Hòa là một xã thuộc thành phố Vinh, tỉnh Nghệ An, Việt Nam.
Xã có diện tích 14,53 km², dân số năm 1999 là 6.844 người, mật độ dân số đạt 471 người/km².

## Đình Yên Lưu
Đình Yên Lưu là di tích lịch sử quan trọng trên địa bàn Hưng Hòa, Vinh. Đình thờ tướng nhà Đinh Đinh Văn Lĩnh vào trấn thủ đất Hoan Châu, khai khẩn vùng đất Yên Lưu.
Làng Yên Lưu được thành lập từ thời nhà Đinh. Theo gia phả họ Đinh ở Yên Lưu năm 979, ông Đinh Văn Lĩnh từ kinh đô Hoa Lư được vua Đinh cử vào trấn thủ đất Hoan Châu đã cho con cháu xuống khai khẩn vùng đất Yên Lưu. Về sau, các họ tộc khắp mọi vùng đất nước xuống khai hoang. Họ Vương chiếm vùng Kiều Thái, họ Hồ chiếm vùng Cẩm Mỹ, họ Nguyễn, họ Đinh, họ Trần chiếm xứ Đồng ngoài. Các họ đến lập trang trại trồng lúa, trồng cói, đánh cá, săn chim... đặt tên gọi là ấp Phù Lưu. Dân số tăng dần lên, ấp được chuyển lên thành xã đặt tên là Yên Lưu với ý nghĩa (bình yên, phong lưu) gồm có 7 xóm: xóm Mưng, xóm Đông, xóm Đông Mạ, xóm Múc, xóm Mốc, xóm Yên, xóm Cấm.